# Primera División Regional Aficionados de Castilla y León 2020-21
La temporada 2020-21 de la Primera División Regional Aficionados de Castilla y León de fútbol correspondió a la trigésimo quinta edición de la competición y la vigésimo segunda con su actual denominación. Fue la última temporada de la competición en el quinto nivel del sistema de Ligas de fútbol de España. La primera fase de la competición arrancó el 21 de noviembre de 2020 y terminó el 29 de mayo de 2021. Los play-off de ascenso a Tercera RFEF, que decidieron las tres plazas de ascenso, así como los de permanencia comenzaron el 5 de junio y concluyeron el 27 de junio.

## Sistema de competición
Tras la suspensión de la competición en la anterior temporada debido a la pandemia de COVID-19 la aplicación exclusiva de ascensos deportivos dejó la categoría en 42 equipos para la siguiente edición. El formato de competición se modificó convenientemente para evitar una carga excesiva de partidos, incluyéndose además una fase de play-offs para decidir las tres plazas de ascenso y efectuar los descensos necesarios hasta recuperar el número de equipos establecido en anteriores temporadas (36).
Se inscribieron un total de 42 equipos repartidos en dos grupos de 21 equipos cada uno y distribuidos siguiendo criterios geográficos. A su vez, cada grupo se dividió en dos subgrupos, uno de 11 equipos y otro de 10, y cuidando de reunir a todos los equipos de una provincia determinada en el mismo grupo. Se enfrentaron todos contra todos en dos ocasiones -una en campo propio y otra en campo contrario- durante un total de 18 o 22 jornadas. El orden de los encuentros se decidió por sorteo antes de empezar la competición. La Federación de Fútbol de Castilla y León fue la responsable de designar las fechas de los partidos y los árbitros de cada encuentro, reservando al equipo local la potestad de fijar el horario exacto de cada encuentro.
Una vez finalizada la primera fase de la competición, los tres primeros clasificados de cada subgrupo entraron en el play-off de ascenso a Tercera División RFEF, mientras que el resto (con excepción de los clasificados en undécima posición, descendidos directamente) entraron en el play-off de permanencia, el cual estableció una clasificación global según la cual descendería un número determinado de equipos a la Primera División Provincial.
Al no reanudarse en esta temporada la competición en las categorías inferiores no se contemplaron ascensos a la Primera División Regional de cara a la siguiente temporada. Al obviarse la posibilidad de ascensos o descensos extra para dejar el grupo VIII de la Tercera División RFEF con el número de equipos establecido en el reglamento se dejó fijado en 10 el número de descensos a la Primera División Provincial para recuperar el formato de 36 equipos de las anteriores ediciones.
Otra de las modificaciones de la competición fue la asignación de la plaza para disputar la Copa del Rey, que pasó a concederse al mejor equipo de aquellos que no obtuvieron el ascenso a Tercera División RFEF.
El sistema de competición y las consecuencias clasificatorias fueron aprobadas por la FCyLF.

## Ascensos y descensos
Los equipos que mantuvieron la categoría en la anterior temporada participaron en esta, junto a los nueve equipos ascendidos de la Primera División Provincial.
| Pos.          | Ascendidos a Tercera División   |
| ------------- | ------------------------------- |
| 1.º (Grupo A) | C.D. Colegios Diocesanos - UCAV |
| 1.º (Grupo B) | C.D. Peñaranda                  |
| 2.º (Grupo A) | CyD Cebrereña                   |

| Pos.                   | Ascendidos de Primera División Provincial |
| ---------------------- | ----------------------------------------- |
| 1.º (Grupo Ávila)      | C.D. Bosco de Arévalo                     |
| 1.º (Grupo Burgos)     | C.P. Salas                                |
| 1.º (Grupo León)       | C.D. Atlético Mansillés                   |
| 1.º (Grupo Palencia)   | C.D. Palencia Cristo Atlético "B"         |
| 1.º (Grupo Salamanca)  | Real Salamanca Monterrey C.F.             |
| 1.º (Grupo Segovia)    | C.D. Monteresma La Atalaya                |
| 1.º (Grupo Soria)      | Abejar C.F.                               |
| 1.º (Grupo Valladolid) | C.D. San Agustín Valladolid               |
| 1.º (Grupo Zamora)     | C.D. Coreses                              |

## Participantes

### Información sobre los equipos participantes

#### Grupo A

##### Subgrupo A-1
| Equipo                            | Localidad                                   | Estadio               |
| --------------------------------- | ------------------------------------------- | --------------------- |
| C.F. Briviesca                    | Briviesca                                   | Diego Dávila Álvarez  |
| C.D.F. Carejas Paredes            | Paredes de Nava                             | Municipal             |
| C.D. Castilla Palencia            | Palencia                                    | Pan y Guindas         |
| C.D. Internacional Vista Alegre   | Burgos                                      | Teodoro Tejedor       |
| Palencia C.F.                     | Palencia                                    | El Otero              |
| C.D. Palencia Cristo Atlético "B" | Palencia                                    | El Otero              |
| Racing Lermeño C.F.               | Lerma                                       | El Arlanza            |
| C.P. Salas                        | Salas de los Infantes                       | San Isidro            |
| C.D. Villamuriel                  | Villamuriel de Cerrato                      | Rafael Vázquez Sedano |
| Villarcayo Nela C.F.              | Villarcayo de Merindad de Castilla la Vieja | El Soto               |

##### Subgrupo A-2
| Equipo                     | Localidad             | Estadio                     |
| -------------------------- | --------------------- | --------------------------- |
| Abejar C.F.                | Abejar                | La Ermita                   |
| Atlético Candeleda         | Candeleda             | El Llano                    |
| C.D. Bosco de Arévalo      | Arévalo               | Municipal de Arévalo        |
| C.D. Calasanz              | Soria                 | José Andrés Diago 2         |
| C.D. Monteresma La Atalaya | Palazuelos de Eresma  | La Mina Palazuelos          |
| C.D. San Esteban de Gormaz | San Esteban de Gormaz | Municipal                   |
| C.D. San José              | Soria                 | San Juan                    |
| Sporting Uxama             | El Burgo de Osma      | Municipal del Burgo de Osma |
| C. D. Tardelcuende         | Tardelcuende          | Polideportivo Abel Antón    |
| Turégano C. F.             | Turégano              | El Burgo Turégano           |
| Unami C.P.                 | Segovia               | La Albuera                  |

#### Grupo B

##### Subgrupo B-1
| Equipo                         | Localidad             | Estadio                        |
| ------------------------------ | --------------------- | ------------------------------ |
| C.D. Atlético Mansillés        | Mansilla de las Mulas | La Caldera                     |
| Betis C.F.                     | Valladolid            | Nemesio Gómez "Peque"          |
| S.D. Fabero                    | Fabero                | Municipal de Fabero            |
| La Cistérniga C.F.             | La Cistérniga         | Municipal La Cistérniga 1      |
| C.D. Laguna                    | Laguna de Duero       | La Laguna                      |
| C.D. Mojados                   | Mojados               | Municipal Mojados              |
| C.D. Onzonilla                 | Onzonilla             | La Vega 1                      |
| S.D. Ponferradina "B"          | Ponferrada            | Compostilla Vicente del Bosque |
| C.D. San Agustín Valladolid    | Valladolid            | Hermanos Lesmes 1              |
| C.D. Universidad de Valladolid | Valladolid            | Parque de Canterac             |
| C.D. Villa de Simancas         | Simancas              | Los Pinos                      |

| Equipo                         | Localidad         | Estadio                                        |
| ------------------------------ | ----------------- | ---------------------------------------------- |
| Béjar Industrial               | Béjar             | Roberto Heras                                  |
| C.D. Benavente                 | Benavente         | Luciano Rubio                                  |
| C.D. Bovedana                  | La Bóveda de Toro | Municipal Bóveda del Toro                      |
| Ciudad Rodrigo C.F.            | Ciudad Rodrigo    | Francisco Mateos                               |
| C.D. Coreses                   | Coreses           | Municipal de Coreses                           |
| C.D. Hergar Camelot Helmántica | Salamanca         | Ángel Pérez Huerta 2                           |
| C.D. Navega                    | Salamanca         | Vicente del Bosque_Salamanca                   |
| Real Salamanca Monterrey C.F.  | Salamanca         | Reina Sofía                                    |
| C.D. Ribert                    | Salamanca         | Anexos Estadio Helmántico - Pistas Municipales |
| C.D. Villaralbo                | Villaralbo        | Los Barreros                                   |

| Atlético Candeleda Bosco de Arévalo Briviesca Internacional Vista Alegre Racing Lermeño Carejas Paredes Salas Villarcayo Nela Atlético Mansillés Fabero Onzonilla Ponferradina "B" Coreses Palencia Cristo Atlético "B" Palencia CF Castilla Palencia Villamuriel Béjar Industrial Ciudad Rodrigo Real Salamanca Monterrey Hergar Helmántica Ribert Navega Abejar San Esteban de Gormaz Monteresma La Atalaya Turégano Unami Calasanz San José Sporting Uxama Tardelcuende Betis C.F. Universidad de Valladolid San Agustín La Cistérniga Laguna Mojados Villa de Simancas Benavente Bovedana Villaralbo |

### Equipos por Provincia
| N.º | Provincia  | Equipos | Grupo | Subgrupo |
| --- | ---------- | --- | ----- | -------- |
| 5   | Burgos     | C.F. Briviesca, C.D. Internacional Vista Alegre, Racing Lermeño C.F., C.P. Salas y Villarcayo Nela C.F.                                | A     | A-1      |
| 5   | Palencia   | C.D.F. Carejas Paredes, C.D. Castilla Palencia, Palencia C.F., C.D. Palencia Cristo Atlético "B" y C.D. Villamuriel                    | A     | A-1      |
| 2   | Ávila      | Atlético Candeleda y C.D. Bosco de Arévalo                                                                                             | A     | A-2      |
| 3   | Segovia    | C.D. Monteresma La Atalaya, Turégano C.F. y Unami C.P.                                                                                 | A     | A-2      |
| 6   | Soria      | Abejar C.F., C.D. Calasanz de Soria, C.D. San Esteban de Gormaz, C.D. San José de Soria, Sporting Club Uxama y C.D. Tardelcuende       | A     | A-2      |
| 4   | León       | C.D. Atlético Mansillés, S.D. Fabero, C.D. Onzonilla y S.D. Ponferradina "B"                                                           | B     | B-1      |
| 7   | Valladolid | C.D. Betis C.F., C.D. La Cistérniga, C.D. Laguna, C.D. Mojados, C.D. San Agustín, C.D. Universidad Valladolid y C.D. Villa de Simancas | B     | B-1      |
| 6   | Salamanca  | Béjar Industrial, Ciudad Rodrigo C.F., C.D. Hergar Camelot Helmántica, C.D. Navega, Real Salamanca Monterrey C.F y C.D. Ribert.        | B     | B-2      |
| 4   | Zamora     | C.D. Benavente, C.D. Bovedana, C.D. Coreses y C.D. Villaralbo                                                                          | B     | B-2      |

## Fase regular

### Grupo A

#### Subgrupo A-1

##### Clasificación
| Pos. | Equipo                              | Pts. | PJ | G  | E | P  | GF | GC | Dif. |                                                      |
| ---- | ----------------------------------- | ---- | -- | -- | - | -- | -- | -- | ---- | ---------------------------------------------------- |
| 1    | Palencia C.F. (A, C)                | 40   | 18 | 12 | 4 | 2  | 51 | 17 | +34  | Acceso a play-off de ascenso a Tercera División RFEF |
| 2    | C.D. Castilla Palencia              | 40   | 18 | 12 | 4 | 2  | 46 | 19 | +27  | Acceso a play-off de ascenso a Tercera División RFEF |
| 3    | C.F. Briviesca                      | 36   | 18 | 10 | 6 | 2  | 31 | 12 | +19  | Acceso a play-off de ascenso a Tercera División RFEF |
| 4    | C.D. Villamuriel                    | 29   | 18 | 8  | 5 | 5  | 26 | 20 | +6   | Acceso a play-off de permanencia                     |
| 5    | C.D. Palencia Cristo Atlético "B"   | 27   | 18 | 8  | 3 | 7  | 36 | 29 | +7   | Acceso a play-off de permanencia                     |
| 6    | Villarcayo Nela C.F.                | 18   | 18 | 4  | 6 | 8  | 11 | 21 | −10  | Acceso a play-off de permanencia                     |
| 7    | C.P. Salas                          | 16   | 18 | 4  | 4 | 10 | 14 | 37 | −23  | Acceso a play-off de permanencia                     |
| 8    | Racing Lermeño C.F.                 | 16   | 18 | 5  | 4 | 9  | 17 | 24 | −7   | Acceso a play-off de permanencia                     |
| 9    | C.D.F. Carejas Paredes (D)          | 12   | 18 | 3  | 3 | 12 | 12 | 38 | −26  | Acceso a play-off de permanencia                     |
| 10   | C.D. Internacional Vista Alegre (D) | 12   | 18 | 3  | 3 | 12 | 7  | 34 | −27  | Acceso a play-off de permanencia                     |

 Fuente: Resultados Fútbol
Notas:
1. ↑  El Racing Lermeño C.F. fue sancionado con una reducción de 3 puntos en la clasificación por alineación indebida en el encuentro de la jornada 2 Briviesca - Racing Lermeño.[3]

##### Resultados
| Local \ Visitante                 | BRI | CAR | CAS | INT | PACb | PAL | RLR | SAL | VLM | VNL |
| --------------------------------- | --- | --- | --- | --- | ---- | --- | --- | --- | --- | --- |
| C.F. Briviesca                    | —   | 2–0 | 1–1 | 3–0 | 1–0  | 1–1 | 2–1 | 5–0 | 2–0 | 1–0 |
| C.D.F. Carejas Paredes            | 1–1 | —   | 0–3 | 2–0 | 1–3  | 0–1 | 0–4 | 3–2 | 0–1 | 0–1 |
| C.D. Castilla Palencia            | 1–1 | 7–0 | —   | 3–1 | 3–2  | 1–3 | 1–1 | 6–1 | 1–4 | 2–0 |
| C.D. Internacional Vista Alegre   | 1–2 | 1–0 | 0–4 | —   | 0–1  | 0–6 | 0–1 | 0–1 | 1–1 | 1–0 |
| C.D. Palencia Cristo Atlético "B" | 2–0 | 6–0 | 1–3 | 4–0 | —    | 2–8 | 1–2 | 3–0 | 1–1 | 1–0 |
| Palencia C.F.                     | 1–5 | 2–0 | 1–2 | 4–0 | 4–2  | —   | 1–0 | 6–0 | 1–1 | 5–0 |
| Racing Lermeño C.F.               | 2–0 | 0–4 | 0–1 | 0–0 | 1–3  | 1–3 | —   | 1–1 | 0–2 | 0–1 |
| C.P. Salas                        | 0–1 | 0–0 | 2–3 | 0–0 | 2–2  | 0–2 | 2–1 | —   | 0–1 | 1–0 |
| C.D. Villamuriel                  | 1–1 | 3–0 | 0–3 | 2–1 | 2–1  | 2–2 | 1–3 | 0–1 | —   | 1–2 |
| Villarcayo Nela C.F.              | 1–1 | 1–1 | 1–1 | 0–1 | 1–1  | 0–0 | 0–0 | 3–1 | 0–3 | —   |

1. ↑  El partido C.F. Briviesca-Racing Lermeño C.F., finalizado con 2-1 fue resuelto administrativamente con resultado de 3-0 por alineación indebida del conjunto visitante.

##### Máximos goleadores
| Pos. | Jugador                 | Equipo                            | Goles | Partido |
| ---- | ----------------------- | --------------------------------- | ----- | ------- |
| 1º   | Mikel Prieto            | C.D. Castilla Palencia            | 16    | 16      |
| 2º   | Anselmo Martín          | Palencia C.F.                     | 10    | 15      |
| 2º   | José Manuel Martín      | C.D. Castilla Palencia            | 10    | 18      |
| 3º   | David Murciego          | Palencia C.F.                     | 8     | 13      |
| 3º   | César Simón             | C.D. Villamuriel                  | 8     | 15      |
| 3º   | Aitor Martínez          | C.D. Castilla Palencia            | 8     | 19      |
| 4º   | Santiago Daniel Nicolás | C.D. Palencia Cristo Atlético "B" | 7     | 16      |
| 4º   | Guillermo Pérez         | C.P. Salas                        | 7     | 16      |
| 4º   | Sergio Sánchez          | Palencia C.F.                     | 7     | 18      |

#### Subgrupo A-2

##### Clasificación
| Pos. | Equipo                         | Pts. | PJ | G  | E  | P  | GF | GC | Dif. |                                                                      |
| ---- | ------------------------------ | ---- | -- | -- | -- | -- | -- | -- | ---- | -------------------------------------------------------------------- |
| 1    | Unami C.P. (C, X)              | 49   | 20 | 15 | 4  | 1  | 40 | 12 | +28  | Acceso a promoción de ascenso a Tercera División RFEF y Copa del Rey |
| 2    | C.D. San José                  | 38   | 20 | 11 | 5  | 4  | 34 | 20 | +14  | Acceso a play-off de ascenso a Tercera División RFEF                 |
| 3    | Sporting Uxama                 | 35   | 20 | 9  | 8  | 3  | 30 | 16 | +14  | Acceso a play-off de ascenso a Tercera División RFEF                 |
| 4    | Turégano C.F.                  | 31   | 20 | 7  | 10 | 3  | 23 | 16 | +7   | Acceso a play-off de permanencia                                     |
| 5    | C.D. Calasanz                  | 28   | 20 | 8  | 4  | 8  | 37 | 33 | +4   | Acceso a play-off de permanencia                                     |
| 6    | C.D. Tardelcuende              | 23   | 20 | 6  | 5  | 9  | 26 | 24 | +2   | Acceso a play-off de permanencia                                     |
| 7    | Atlético Candeleda             | 23   | 20 | 5  | 8  | 7  | 24 | 37 | −13  | Acceso a play-off de permanencia                                     |
| 8    | C.D. Monteresma La Atalaya     | 22   | 20 | 7  | 4  | 9  | 25 | 31 | −6   | Acceso a play-off de permanencia                                     |
| 9    | C.D. Bosco de Arévalo (D)      | 22   | 20 | 6  | 4  | 10 | 18 | 34 | −16  | Acceso a play-off de permanencia                                     |
| 10   | Abejar C.F. (D)                | 13   | 20 | 2  | 7  | 11 | 12 | 30 | −18  | Acceso a play-off de permanencia                                     |
| 11   | C.D. San Esteban de Gormaz (D) | 11   | 20 | 2  | 5  | 13 | 19 | 35 | −16  | Descenso a Primera División Provincial                               |

 Fuente: Resultados Fútbol
Notas:
1. ↑  El C.D. Monteresma La Atalaya fue sancionado con una reducción de 3 puntos en la clasificación por alineación indebida en el encuentro de la jornada 17 Tardelcuende - Monteresma La Atalaya.

##### Resultados
| Local \ Visitante          | ABE | BOS | CAL | CND | MLA | SEG | SJS | TAR | TUR | UNA | UXA |
| -------------------------- | --- | --- | --- | --- | --- | --- | --- | --- | --- | --- | --- |
| Abejar C.F.                | —   | 1–2 | 1–0 | 0–0 | 1–1 | 1–1 | 1–1 | 2–1 | 1–3 | 1–2 | 0–1 |
| C.D. Bosco de Arévalo      | 3–1 | —   | 2–0 | 1–1 | 2–1 | 1–0 | 1–2 | 1–1 | 0–1 | 0–0 | 1–0 |
| C.D. Calasanz              | 1–1 | 6–0 | —   | 3–1 | 4–2 | 2–0 | 0–1 | 2–1 | 2–1 | 3–3 | 2–3 |
| Atlético Candeleda         | 2–1 | 3–1 | 3–2 | —   | 2–0 | 1–1 | 1–2 | 3–3 | 2–3 | 0–2 | 0–0 |
| C.D. Monteresma La Atalaya | 0–0 | 2–1 | 2–1 | 0–0 | —   | 4–2 | 3–1 | 2–0 | 0–0 | 0–2 | 3–2 |
| C.D. San Esteban de Gormaz | 3–0 | 3–1 | 1–2 | 1–2 | 0–2 | —   | 1–2 | 0–3 | 1–1 | 0–1 | 2–2 |
| C.D. San José              | 1–0 | 2–0 | 1–1 | 7–1 | 2–1 | 4–0 | —   | 3–2 | 0–0 | 0–1 | 0–0 |
| C.D. Tardelcuende          | 0–0 | 3–0 | 0–2 | 4–1 | 3–0 | 2–1 | 1–2 | —   | 1–1 | 0–2 | 0–0 |
| Turégano C.F.              | 2–0 | 0–0 | 3–3 | 1–1 | 1–0 | 0–0 | 2–0 | 0–1 | —   | 2–2 | 2–1 |
| Unami C.P.                 | 3–0 | 3–0 | 4–1 | 5–0 | 3–1 | 2–1 | 2–1 | 1–0 | 1–0 | —   | 0–1 |
| Sporting Uxama             | 3–0 | 4–1 | 3–0 | 0–0 | 4–1 | 2–1 | 2–2 | 1–0 | 0–0 | 1–1 | —   |

1. ↑  El partido C.D. Tardelcuende-C.D. Monteresma La Atalaya, finalizado con 5-3 fue resuelto administrativamente con resultado de 3-0 por alineación indebida del conjunto visitante.

##### Máximos goleadores
| Pos. | Jugador          | Equipo                     | Goles | Partidos |
| ---- | ---------------- | -------------------------- | ----- | -------- |
| 1º   | Sergio Madrigal  | C.D. Calasanz              | 15    | 20       |
| 2º   | Carlos Cuadrado  | Unami C.P.                 | 8     | 13       |
| 2º   | Adrián Alonso    | C.D. Monteresma La Atalaya | 8     | 14       |
| 2º   | Guillermo Pérez  | C.D. Tardelcuende          | 8     | 19       |
| 3º   | Carlos Hernández | Atlético Candeleda         | 7     | 20       |

### Grupo B

#### Subgrupo B-1

##### Clasificación
| Pos. | Equipo                             | Pts. | PJ | G  | E | P  | GF | GC | Dif. |                                                      |
| ---- | ---------------------------------- | ---- | -- | -- | - | -- | -- | -- | ---- | ---------------------------------------------------- |
| 1    | S.D. Ponferradina "B" (C)          | 44   | 18 | 14 | 2 | 2  | 50 | 12 | +38  | Acceso a play-off de ascenso a Tercera División RFEF |
| 2    | C.D. Villa de Simancas             | 38   | 18 | 11 | 5 | 2  | 39 | 22 | +17  | Acceso a play-off de ascenso a Tercera División RFEF |
| 3    | C.D. Laguna                        | 36   | 18 | 11 | 3 | 4  | 35 | 20 | +15  | Acceso a play-off de ascenso a Tercera División RFEF |
| 4    | C.D. Mojados                       | 36   | 18 | 11 | 3 | 4  | 26 | 27 | −1   | Acceso a play-off de permanencia                     |
| 5    | Betis C.F.                         | 24   | 18 | 8  | 0 | 10 | 32 | 29 | +3   | Acceso a play-off de permanencia                     |
| 6    | La Cistérniga C.F.                 | 23   | 18 | 7  | 2 | 9  | 25 | 28 | −3   | Acceso a play-off de permanencia                     |
| 7    | C.D. Atlético Mansillés            | 23   | 18 | 6  | 5 | 7  | 33 | 38 | −5   | Acceso a play-off de permanencia                     |
| 8    | S.D. Fabero                        | 22   | 18 | 7  | 1 | 10 | 24 | 36 | −12  | Acceso a play-off de permanencia                     |
| 9    | C.D. Onzonilla (D)                 | 20   | 18 | 5  | 5 | 8  | 22 | 29 | −7   | Acceso a play-off de permanencia                     |
| 10   | C.D. Universidad de Valladolid (D) | 1    | 18 | 0  | 1 | 17 | 10 | 55 | −45  | Acceso a play-off de permanencia                     |
| 11   | C.D. San Agustín (D)               | 0    | 0  | 0  | 0 | 0  | 0  | 0  | 0    | Descenso a Primera División Provincial               |

 Fuente: Resultados Fútbol
Notas:
1. ↑  El C.D. San Agustín abandonó la competicion antes de su comienzo por motivos relacionados con las medidas sanitarias ante la pandemia de COVID-19.[4]

##### Resultados
| Local \ Visitante              | BET | FAB | LAG | LCS | MNS  | MOJ | ONZ | PONb | SAG | UVA | VSM |
| ------------------------------ | --- | --- | --- | --- | ---- | --- | --- | ---- | --- | --- | --- |
| Betis C.F.                     | —   | 2–3 | 1–0 | 5–0 | 3–4  | 1–2 | 1–2 | 1–2  | X   | 4–1 | 2–3 |
| S.D. Fabero                    | 2–0 | —   | 0–2 | 2–3 | 2–1  | 2–1 | 0–1 | 0–4  | X   | 4–1 | 2–5 |
| C.D. Laguna                    | 2–4 | 5–0 | —   | 3–1 | 4–1  | 3–1 | 2–1 | 0–2  | X   | 3–0 | 1–0 |
| La Cistérniga C.F.             | 0–1 | 3–1 | 0–1 | —   | 2–1  | 0–1 | 0–0 | 0–3  | X   | 4–0 | 1–2 |
| C.D. Atlético Mansillés        | 2–0 | 3–1 | 1–1 | 3–3 | —    | 1–2 | 1–1 | 2–3  | X   | 4–1 | 3–1 |
| C.D. Mojados                   | 1–2 | 1–0 | 0–2 | 4–1 | 1–0  | —   | 5–2 | 0–3  | X   | 2–1 | 1–2 |
| C.D. Onzonilla                 | 0–2 | 0–1 | 2–2 | 0–2 | 0–0  | 1–0 | —   | 0–3  | X   | 7–1 | 1–1 |
| S.D. Ponferradina "B"          | 2–0 | 1–1 | 4–1 | 0–1 | 10–0 | 4–1 | 1–0 | —    | X   | 3–0 | 0–1 |
| C.D. San Agustín               | X   | X   | X   | X   | X    | X   | X   | X    | —   | X   | X   |
| C.D. Universidad de Valladolid | 1–2 | 1–2 | 0–1 | 0–4 | 1–4  | 0–2 | 0–4 | 1–2  | X   | —   | 0–2 |
| C.D. Villa de Simancas         | 2–1 | 2–1 | 2–2 | 1–0 | 2–2  | 2–1 | 7–0 | 3–3  | X   | 1–1 | —   |

##### Máximos goleadores
| Pos. | Jugador                | Equipo                  | Goles | Partidos |
| ---- | ---------------------- | ----------------------- | ----- | -------- |
| 1º   | Saúl de la Fuente      | C.D. Villa de Simancas  | 14    | 18       |
| 2º   | Diego Benito           | Betis C.F.              | 13    | 18       |
| 3º   | Cristofer Martínez     | C.D. Atlético Mansillés | 12    | 19       |
| 4º   | Carlos Alonso "Chatún" | C.D.F. Mojados          | 11    | 18       |
| 4º   | Álvaro Colino          | C.D. Laguna             | 11    | 18       |
| 5º   | Javier López           | C.D. Fabero             | 10    | 17       |
| 6º   | Edward Bolaños         | S.D. Ponferradina "B"   | 9     | 14       |

#### Subgrupo B-2

##### Clasificación
| Pos. | Equipo                         | Pts. | PJ | G  | E | P  | GF | GC | Dif. |                                                      |
| ---- | ------------------------------ | ---- | -- | -- | - | -- | -- | -- | ---- | ---------------------------------------------------- |
| 1    | C.D. Ribert (A, C)             | 34   | 16 | 10 | 4 | 2  | 36 | 14 | +22  | Acceso a play-off de ascenso a Tercera División RFEF |
| 2    | Ciudad Rodrigo C.F. (A)        | 33   | 16 | 10 | 3 | 3  | 28 | 16 | +12  | Acceso a play-off de ascenso a Tercera División RFEF |
| 3    | C.D. Villaralbo                | 26   | 16 | 7  | 5 | 4  | 25 | 18 | +7   | Acceso a play-off de ascenso a Tercera División RFEF |
| 4    | Real Salamanca Monterrey C.F.  | 25   | 16 | 7  | 4 | 5  | 31 | 20 | +11  | Acceso a play-off de permanencia                     |
| 5    | C.D. Hergar Camelot Helmántica | 21   | 16 | 6  | 3 | 7  | 33 | 29 | +4   | Acceso a play-off de permanencia                     |
| 6    | C.D. Béjar Industrial          | 19   | 16 | 6  | 4 | 6  | 29 | 23 | +6   | Acceso a play-off de permanencia                     |
| 7    | C.D. Bovedana                  | 18   | 16 | 5  | 3 | 8  | 23 | 31 | −8   | Acceso a play-off de permanencia                     |
| 8    | C.D. Benavente                 | 16   | 16 | 4  | 4 | 8  | 21 | 34 | −13  | Acceso a play-off de permanencia                     |
| 9    | C.D. Coreses (D)               | 5    | 16 | 1  | 2 | 13 | 13 | 54 | −41  | Acceso a play-off de permanencia                     |
| 10   | C.D. Navega (D)                | 0    | 0  | 0  | 0 | 0  | 0  | 0  | 0    | Descenso a Primera División Provincial               |

 Fuente: Resultados Fútbol
Notas:
1. ↑  El Béjar Industrial fue sancionado con una reducción de 3 puntos en la clasificación por alineación indebida en el encuentro de la jornada 1 Hergar Camelot Helmántica - Béjar Industrial[5]
2. ↑  El C.D. Navega abandonó la competicion antes de su comienzo por motivos relacionados con la pandemia de COVID-19.[6]

##### Resultados
| Local \ Visitante              | BEJ | BEN | BOV | COR | CRD | HER | NAV | RIB | RSM | VLB |
| ------------------------------ | --- | --- | --- | --- | --- | --- | --- | --- | --- | --- |
| C.D. Béjar Industrial          | —   | 1–1 | 2–1 | 3–0 | 4–0 | 3–2 | X   | 1–0 | 0–0 | 1–1 |
| C.D. Benavente                 | 2–1 | —   | 1–2 | 2–1 | 2–2 | 1–2 | X   | 1–4 | 1–4 | 1–4 |
| C.D. Bovedana                  | 2–2 | 0–0 | —   | 5–3 | 1–2 | 1–3 | X   | 3–2 | 2–0 | 0–2 |
| C.D. Coreses                   | 0–7 | 2–4 | 2–0 | —   | 0–3 | 0–4 | X   | 1–1 | 0–6 | 1–1 |
| Ciudad Rodrigo C.F.            | 3–1 | 1–0 | 2–0 | 3–1 | —   | 2–1 | X   | 1–2 | 2–1 | 0–0 |
| C.D. Hergar Camelot Helmántica | 3–0 | 2–2 | 2–2 | 6–0 | 1–4 | —   | X   | 2–3 | 1–2 | 1–0 |
| C.D. Navega                    | X   | X   | X   | X   | X   | X   | —   | X   | X   | X   |
| C.D. Ribert                    | 3–0 | 3–0 | 3–0 | 3–1 | 0–0 | 4–0 | X   | —   | 2–0 | 1–1 |
| Real Salamanca Monterrey C.F.  | 3–2 | 3–0 | 2–3 | 4–0 | 1–3 | 2–2 | X   | 1–1 | —   | 1–1 |
| C.D. Villaralbo                | 2–1 | 2–3 | 3–1 | 2–1 | 1–0 | 3–1 | X   | 2–4 | 0–1 | —   |

1. ↑  El partido C.D. Hergar Camelot Helmántica-C.D. Béjar Industrial, finalizado con 2-2 fue resuelto administrativamente con resultado de 0-3 por alineación indebida del conjunto visitante.

##### Máximos goleadores
| Pos. | Jugador               | Equipo                         | Goles | Partidos |
| ---- | --------------------- | ------------------------------ | ----- | -------- |
| 1º   | Alberto García        | Ciudad Rodrigo C.F.            | 11    | 15       |
| 2º   | Alejandro Jiménez     | C.D. Hergar Camelot Helmántica | 10    | 14       |
| 3º   | Raúl Calvo            | C.D. Ribert                    | 8     | 16       |
| 4º   | José Sánchez          | Béjar Industrial               | 7     | 15       |
| 4º   | Ricardo González      | C.D. Benavente                 | 7     | 16       |
| 5º   | Sergio García         | C.D. Ribert                    | 6     | 10       |
| 5º   | Jorge García          | Real Salamanca Monterrey C.F.  | 6     | 14       |
| 5º   | Emmanuel Tomás Manero | C.D. Villaralbo                | 6     | 15       |

## Play Off de Ascenso a Tercera División RFEF
El play-off de ascenso estuvo formado por dos rondas de eliminatorias directas a doble partido. En la primera ronda se enfrentaron primeros con terceros y segundos con segundos, y emparejando en todo caso a un equipo del subgrupo A-1 con otro del subgrupo B-1 y a un equipo del subgrupo A-2 con otro del subgrupo B-2. Para la segunda ronda se sortearon las eliminatorias, priorizando enfrentamientos entre equipos con mayor diferencia entre sus respectivas posiciones. En ambas rondas la vuelta de cada eliminatoria se disputó en el campo del equipo mejor clasificado, o en su defecto con mejor coeficiente de puntos por partido. Los tres equipos que superaron ambas rondas obtuvieron el ascenso a la Tercera División RFEF.
Equipos clasificados
| Pos. | Subgrupo A-1           | Pts. | Prom. |
| ---- | ---------------------- | ---- | ----- |
| 1.º  | Palencia C.F.          | 40   | 2,22  |
| 2.º  | C.D. Castilla Palencia | 40   | 2,22  |
| 3.º  | C.F. Briviesca         | 36   | 2,00  |

| Pos. | Subgrupo A-2   | Pts. | Prom. |
| ---- | -------------- | ---- | ----- |
| 1.º  | Unami C.P.     | 49   | 2,45  |
| 2.º  | C.D. San José  | 38   | 1,90  |
| 3.º  | Sporting Uxama | 35   | 1,75  |

| Pos. | Subgrupo B-1           | Pts. | Prom. |
| ---- | ---------------------- | ---- | ----- |
| 1.º  | S.D. Ponferradina "B"  | 44   | 2,44  |
| 2.º  | C.D. Villa de Simancas | 38   | 2,11  |
| 3.º  | C.D. Laguna            | 36   | 2,00  |

| Pos. | Subgrupo B-2        | Pts. | Prom. |
| ---- | ------------------- | ---- | ----- |
| 1.º  | C.D. Ribert         | 34   | 2,13  |
| 2.º  | Ciudad Rodrigo C.F. | 33   | 2,06  |
| 3.º  | C.D. Villaralbo     | 26   | 1,63  |

|  | Semifinales                | Semifinales                | Semifinales                | Semifinales                |   |                        | Final                    | Final                    | Final                    | Final                    |  |
|  | 6 de junio/ 12-13 de junio | 6 de junio/ 12-13 de junio | 6 de junio/ 12-13 de junio | 6 de junio/ 12-13 de junio |   |                        | 20 de junio/ 26 de junio | 20 de junio/ 26 de junio | 20 de junio/ 26 de junio | 20 de junio/ 26 de junio |  |
|  |                            |                            |                            |                            |   |                        |                          |                          |                          |                          |  |
|  |                            |                            |                            |                            |   |                        |                          |                          |                          |                          |  |
|  | C.D. Villa de Simancas     | 3                          | 4                          | 7                          |   |                        |                          |                          |                          |                          |  |
|  | C.D. Villa de Simancas     | 3                          | 4                          | 7                          |   |                        |                          |                          |                          |                          |  |
|  | C.D. Castilla Palencia     | 1                          | 4                          | 5                          |   |                        |                          |                          |                          |                          |  |
|  | C.D. Castilla Palencia     | 1                          | 4                          | 5                          |   | C.D. Villa de Simancas | 1                        | 2                        | 3                        |                          |  |
|  |                            |                            |                            |                            |   | C.D. Villa de Simancas | 1                        | 2                        | 3                        |                          |  |
|  |                            |                            | Palencia C.F.              | 0                          | 4 | 4                      |                          |                          |                          |                          |  |
|  | C.D. Laguna                | 0                          | Palencia C.F.              | 0                          | 4 | 4                      | 2                        | 2                        |                          |                          |  |
|  | C.D. Laguna                | 0                          |                            |                            |   |                        | 2                        | 2                        |                          |                          |  |
|  | Palencia C.F.              | 0                          | 3                          | 3                          |   |                        |                          |                          |                          |                          |  |
|  | Palencia C.F.              | 0                          | 3                          | 3                          |   |                        |                          |                          |                          |                          |  |
|  |                            |                            |                            |                            |   |                        |                          |                          |                          |                          |  |

|  | Semifinales                | Semifinales                | Semifinales                | Semifinales                |   |                     | Final                    | Final                    | Final                    | Final                    |  |
|  | 6 de junio/ 12-13 de junio | 6 de junio/ 12-13 de junio | 6 de junio/ 12-13 de junio | 6 de junio/ 12-13 de junio |   |                     | 20 de junio/ 26 de junio | 20 de junio/ 26 de junio | 20 de junio/ 26 de junio | 20 de junio/ 26 de junio |  |
|  |                            |                            |                            |                            |   |                     |                          |                          |                          |                          |  |
|  |                            |                            |                            |                            |   |                     |                          |                          |                          |                          |  |
|  | C.D. San José              | 0                          | 0                          | 0                          |   |                     |                          |                          |                          |                          |  |
|  | C.D. San José              | 0                          | 0                          | 0                          |   |                     |                          |                          |                          |                          |  |
|  | Ciudad Rodrigo C.F.        | 0                          | 2                          | 2                          |   |                     |                          |                          |                          |                          |  |
|  | Ciudad Rodrigo C.F.        | 0                          | 2                          | 2                          |   | Ciudad Rodrigo C.F. | 2                        | 1                        | 3                        |                          |  |
|  |                            |                            |                            |                            |   | Ciudad Rodrigo C.F. | 2                        | 1                        | 3                        |                          |  |
|  |                            |                            | Unami C.P.                 | 1                          | 1 | 2                   |                          |                          |                          |                          |  |
|  | C.D. Villaralbo            | 1                          | Unami C.P.                 | 1                          | 1 | 2                   | 1                        | 2                        |                          |                          |  |
|  | C.D. Villaralbo            | 1                          |                            |                            |   |                     | 1                        | 2                        |                          |                          |  |
|  | Unami C.P.                 | 5                          | 1                          | 6                          |   |                     |                          |                          |                          |                          |  |
|  | Unami C.P.                 | 5                          | 1                          | 6                          |   |                     |                          |                          |                          |                          |  |
|  |                            |                            |                            |                            |   |                     |                          |                          |                          |                          |  |

|  | Semifinales                   | Semifinales                   | Semifinales                   | Semifinales                   |   |             | Final                    | Final                    | Final                    | Final                    |  |
|  | 05-6 de junio/ 12-13 de junio | 05-6 de junio/ 12-13 de junio | 05-6 de junio/ 12-13 de junio | 05-6 de junio/ 12-13 de junio |   |             | 19 de junio/ 26 de junio | 19 de junio/ 26 de junio | 19 de junio/ 26 de junio | 19 de junio/ 26 de junio |  |
|  |                               |                               |                               |                               |   |             |                          |                          |                          |                          |  |
|  |                               |                               |                               |                               |   |             |                          |                          |                          |                          |  |
|  | Sporting Uxama                | 1                             | 0                             | 1                             |   |             |                          |                          |                          |                          |  |
|  | Sporting Uxama                | 1                             | 0                             | 1                             |   |             |                          |                          |                          |                          |  |
|  | C.D. Ribert                   | 3                             | 3                             | 6                             |   |             |                          |                          |                          |                          |  |
|  | C.D. Ribert                   | 3                             | 3                             | 6                             |   | C.D. Ribert | 1                        | 1                        | 2                        |                          |  |
|  |                               |                               |                               |                               |   | C.D. Ribert | 1                        | 1                        | 2                        |                          |  |
|  |                               |                               | S.D. Ponferradina "B"         | 1                             | 0 | 1           |                          |                          |                          |                          |  |
|  | C.F. Briviesca                | 0                             | S.D. Ponferradina "B"         | 1                             | 0 | 1           | 1                        | 1                        |                          |                          |  |
|  | C.F. Briviesca                | 0                             |                               |                               |   |             | 1                        | 1                        |                          |                          |  |
|  | S.D. Ponferradina "B"         | 2                             | 2                             | 4                             |   |             |                          |                          |                          |                          |  |
|  | S.D. Ponferradina "B"         | 2                             | 2                             | 4                             |   |             |                          |                          |                          |                          |  |
|  |                               |                               |                               |                               |   |             |                          |                          |                          |                          |  |

### Clasificación zona de ascenso
| Pos. | Equipo                 |
| ---- | ---------------------- |
| 1.º  | Palencia C.F.          |
| 2.º  | C.D. Ribert            |
| 3.º  | Ciudad Rodrigo C.F.    |
| 4.º  | Unami C.P.             |
| 5.º  | S.D. Ponferradina "B"  |
| 6.º  | C.D. Villa de Simancas |
| 7.º  | C.D. Castilla Palencia |
| 8.º  | C.F. Briviesca         |
| 9.º  | C.D. Laguna            |
| 10.º | C.D. San José          |
| 11.º | Sporting Uxama         |
| 12.º | C.D. Villaralbo        |

1. ↑  El Unami C.P. se clasificó para la Copa del Rey como el equipo mejor clasificado de aquellos que no lograron el ascenso a la Tercera División RFEF.
2. ↑  El C.D. Castilla Palencia se disolvió al término de la temporada, dejando vacante su plaza en la competición.[7]

## Play Off de Permanencia
El play-off de permanencia juntó a los equipos que ocupaban la misma posición en sus respectivos subgrupos en la misma final a cuatro. En cada una se enfrentaron en primera ronda los equipos de un mismo grupo entre sí, para luego disputarse eliminatorias entre los ganadores de la anterior ronda y entre los perdedores, respectivamente. El objetivo final era establecer una clasificación global que determinara qué equipos descendían a la Primera División Provincial. Todas las eliminatorias se disputaron a doble partido, jugándose la vuelta en el campo del equipo con mayor coeficiente de puntos por partido en la fase regular.
Equipos clasificados
| Pos. | Subgrupo A-1                      | Pts. | Prom. |
| ---- | --------------------------------- | ---- | ----- |
| 4.º  | C.D. Villamuriel                  | 29   | 1,61  |
| 5.º  | C.D. Palencia Cristo Atlético "B" | 27   | 1,50  |
| 6.º  | Villarcayo Nela C.F.              | 18   | 1,00  |
| 7.º  | C.P. Salas                        | 16   | 0,89  |
| 8.º  | Racing Lermeño C.F.               | 16   | 0,89  |
| 9.º  | C.D.F. Carejas Paredes            | 12   | 0,67  |
| 10.º | C.D. Internacional Vista Alegre   | 12   | 0,67  |

| Pos. | Subgrupo A-2               | Pts. | Prom. |
| ---- | -------------------------- | ---- | ----- |
| 4.º  | Turégano C.F.              | 31   | 1,25  |
| 5.º  | C.D. Calasanz              | 28   | 1,40  |
| 6.º  | C.D. Tardelcuende          | 23   | 1,15  |
| 7.º  | Atlético Candeleda         | 23   | 1,15  |
| 8.º  | C.D. Monteresma La Atalaya | 22   | 1,10  |
| 9.º  | C.D. Bosco de Arévalo      | 22   | 1,10  |
| 10.º | Abejar C.F.                | 13   | 0,65  |

| Pos. | Subgrupo B-1                   | Pts. | Prom. |
| ---- | ------------------------------ | ---- | ----- |
| 4.º  | C.D. Mojados                   | 27   | 1,50  |
| 5.º  | Betis C.F.                     | 24   | 1,33  |
| 6.º  | La Cistérniga C.F.             | 23   | 1,28  |
| 7.º  | C.D. Atlético Mansillés        | 23   | 1,28  |
| 8.º  | S.D. Fabero                    | 22   | 1,22  |
| 9.º  | C.D. Onzonilla                 | 20   | 1,11  |
| 10.º | C.D. Universidad de Valladolid | 1    | 0,06  |

| Pos. | Subgrupo B-2                   | Pts. | Prom. |
| ---- | ------------------------------ | ---- | ----- |
| 4.º  | Real Salamanca Monterrey C.F.  | 25   | 1,56  |
| 5.º  | C.D. Hergar Camelot Helmántica | 21   | 1,31  |
| 6.º  | Béjar Industrial               | 19   | 1,19  |
| 7.º  | C.D. Bovedana                  | 18   | 1,13  |
| 8.º  | C.D. Benavente                 | 16   | 1,00  |
| 9.º  | C.D. Coreses                   | 5    | 0,31  |

### Cuartos clasificados
|  | Semifinales                   | Semifinales               | Semifinales                   | Semifinales               |   |               | Final vencedores         | Final vencedores         | Final vencedores         | Final vencedores         |  |
|  | 5-6 de junio/ 12 de junio     | 5-6 de junio/ 12 de junio | 5-6 de junio/ 12 de junio     | 5-6 de junio/ 12 de junio |   |               | 19 de junio/ 26 de junio | 19 de junio/ 26 de junio | 19 de junio/ 26 de junio | 19 de junio/ 26 de junio |  |
|  |                               |                           |                               |                           |   |               |                          |                          |                          |                          |  |
|  |                               |                           |                               |                           |   |               |                          |                          |                          |                          |  |
|  | Turégano C.F.                 | 1                         | 4                             | 5                         |   |               |                          |                          |                          |                          |  |
|  | Turégano C.F.                 | 1                         | 4                             | 5                         |   |               |                          |                          |                          |                          |  |
|  | C.D. Villamuriel              | 0                         | 1                             | 1                         |   |               |                          |                          |                          |                          |  |
|  | C.D. Villamuriel              | 0                         | 1                             | 1                         |   | Turégano C.F. | 1                        | 3                        | 4                        |                          |  |
|  |                               |                           |                               |                           |   | Turégano C.F. | 1                        | 3                        | 4                        |                          |  |
|  |                               |                           | Real Salamanca Monterrey C.F. | 1                         | 2 | 3             |                          |                          |                          |                          |  |
|  | C.D. Mojados                  | 1                         | Real Salamanca Monterrey C.F. | 1                         | 2 | 3             | 1                        | 2                        |                          |                          |  |
|  | C.D. Mojados                  | 1                         |                               |                           |   |               | 1                        | 2                        |                          |                          |  |
|  | Real Salamanca Monterrey C.F. | 3                         | 3                             | 6                         |   |               | Final perdedores         | Final perdedores         | Final perdedores         | Final perdedores         |  |
|  | Real Salamanca Monterrey C.F. | 3                         | 3                             | 6                         |   |               | Final perdedores         | Final perdedores         | Final perdedores         | Final perdedores         |  |
|  |                               |                           |                               |                           |   |               |                          |                          |                          |                          |  |
|  |                               |                           |                               |                           |   |               | C.D. Mojados             | 3                        | 1                        | 4                        |  |
|  |                               |                           |                               |                           |   |               | C.D. Mojados             | 3                        | 1                        | 4                        |  |
|  |                               |                           |                               |                           |   |               | C.D. Villamuriel         | 5                        | 2                        | 7                        |  |
|  |                               |                           |                               |                           |   |               | C.D. Villamuriel         | 5                        | 2                        | 7                        |  |
|  |                               |                           |                               |                           |   |               |                          |                          |                          |                          |  |

### Quintos clasificados
|  | Semifinales                       | Semifinales                | Semifinales                | Semifinales                |   |            | Final vencedores                     | Final vencedores         | Final vencedores         | Final vencedores         |  |
|  | 6 de junio/ 12-13 de junio        | 6 de junio/ 12-13 de junio | 6 de junio/ 12-13 de junio | 6 de junio/ 12-13 de junio |   |            | 20 de junio/ 27 de junio             | 20 de junio/ 27 de junio | 20 de junio/ 27 de junio | 20 de junio/ 27 de junio |  |
|  |                                   |                            |                            |                            |   |            |                                      |                          |                          |                          |  |
|  |                                   |                            |                            |                            |   |            |                                      |                          |                          |                          |  |
|  | C.D. Hergar Camelot Helmántica    | 1                          | 1                          | 2                          |   |            |                                      |                          |                          |                          |  |
|  | C.D. Hergar Camelot Helmántica    | 1                          | 1                          | 2                          |   |            |                                      |                          |                          |                          |  |
|  | Betis C.F.                        | 2                          | 4                          | 6                          |   |            |                                      |                          |                          |                          |  |
|  | Betis C.F.                        | 2                          | 4                          | 6                          |   | Betis C.F. | 2                                    | 3                        | 5                        |                          |  |
|  |                                   |                            |                            |                            |   | Betis C.F. | 2                                    | 3                        | 5                        |                          |  |
|  |                                   |                            | C.D. Calasanz              | 0                          | 3 | 3          |                                      |                          |                          |                          |  |
|  | C.D. Calasanz(w/o)                | -                          | C.D. Calasanz              | 0                          | 3 | 3          | -                                    | -                        |                          |                          |  |
|  | C.D. Calasanz(w/o)                | -                          |                            |                            |   |            | -                                    | -                        |                          |                          |  |
|  | C.D. Palencia Cristo Atlético "B" | -                          | -                          | -                          |   |            | Final perdedores                     | Final perdedores         | Final perdedores         | Final perdedores         |  |
|  | C.D. Palencia Cristo Atlético "B" | -                          | -                          | -                          |   |            | Final perdedores                     | Final perdedores         | Final perdedores         | Final perdedores         |  |
|  |                                   |                            |                            |                            |   |            |                                      |                          |                          |                          |  |
|  |                                   |                            |                            |                            |   |            | C.D. Hergar Camelot Helmántica       | 4                        | 0                        | 4                        |  |
|  |                                   |                            |                            |                            |   |            | C.D. Hergar Camelot Helmántica       | 4                        | 0                        | 4                        |  |
|  |                                   |                            |                            |                            |   |            | C.D. Palencia Cristo Atlético "B"(v) | 4                        | 0                        | 4                        |  |
|  |                                   |                            |                            |                            |   |            | C.D. Palencia Cristo Atlético "B"(v) | 4                        | 0                        | 4                        |  |
|  |                                   |                            |                            |                            |   |            |                                      |                          |                          |                          |  |

1. ↑  El C.D. Calasanz fue declarado vencedor de la eliminatoria después de que el partido de ida de la eliminatoria contra el C.D. Palencia Cristo Atlético "B" se suspendiera por la detección de positivos por COVID entre jugadores de su rival.

### Sextos clasificados
|  | Semifinales               | Semifinales               | Semifinales               | Semifinales               |   |                   | Final vencedores         | Final vencedores         | Final vencedores         | Final vencedores         |  |
|  | 5-6 de junio/ 12 de junio | 5-6 de junio/ 12 de junio | 5-6 de junio/ 12 de junio | 5-6 de junio/ 12 de junio |   |                   | 20 de junio/ 26 de junio | 20 de junio/ 26 de junio | 20 de junio/ 26 de junio | 20 de junio/ 26 de junio |  |
|  |                           |                           |                           |                           |   |                   |                          |                          |                          |                          |  |
|  |                           |                           |                           |                           |   |                   |                          |                          |                          |                          |  |
|  | Villarcayo Nela C.F.      | 0                         | 3                         | 0                         |   |                   |                          |                          |                          |                          |  |
|  | Villarcayo Nela C.F.      | 0                         | 3                         | 0                         |   |                   |                          |                          |                          |                          |  |
|  | C.D. Tardelcuende         | 0                         | 2                         | 5                         |   |                   |                          |                          |                          |                          |  |
|  | C.D. Tardelcuende         | 0                         | 2                         | 5                         |   | C.D. Tardelcuende | 1                        | 2                        | 3                        |                          |  |
|  |                           |                           |                           |                           |   | C.D. Tardelcuende | 1                        | 2                        | 3                        |                          |  |
|  |                           |                           | La Cistérniga C.F.        | 1                         | 3 | 4                 |                          |                          |                          |                          |  |
|  | Béjar Industrial          | 0                         | La Cistérniga C.F.        | 1                         | 3 | 4                 | 0                        | 0                        |                          |                          |  |
|  | Béjar Industrial          | 0                         |                           |                           |   |                   | 0                        | 0                        |                          |                          |  |
|  | La Cistérniga C.F.        | 3                         | 2                         | 5                         |   |                   | Final perdedores         | Final perdedores         | Final perdedores         | Final perdedores         |  |
|  | La Cistérniga C.F.        | 3                         | 2                         | 5                         |   |                   | Final perdedores         | Final perdedores         | Final perdedores         | Final perdedores         |  |
|  |                           |                           |                           |                           |   |                   |                          |                          |                          |                          |  |
|  |                           |                           |                           |                           |   |                   | Villarcayo Nela C.F.     | 0                        | 0                        | 0                        |  |
|  |                           |                           |                           |                           |   |                   | Villarcayo Nela C.F.     | 0                        | 0                        | 0                        |  |
|  |                           |                           |                           |                           |   |                   | Béjar Industrial         | 2                        | 1                        | 3                        |  |
|  |                           |                           |                           |                           |   |                   | Béjar Industrial         | 2                        | 1                        | 3                        |  |
|  |                           |                           |                           |                           |   |                   |                          |                          |                          |                          |  |

### Séptimos clasificados
|  | Semifinales             | Semifinales             | Semifinales             | Semifinales             |   |               | Final vencedores         | Final vencedores         | Final vencedores         | Final vencedores         |  |
|  | 6 de junio/ 12 de junio | 6 de junio/ 12 de junio | 6 de junio/ 12 de junio | 6 de junio/ 12 de junio |   |               | 20 de junio/ 26 de junio | 20 de junio/ 26 de junio | 20 de junio/ 26 de junio | 20 de junio/ 26 de junio |  |
|  |                         |                         |                         |                         |   |               |                          |                          |                          |                          |  |
|  |                         |                         |                         |                         |   |               |                          |                          |                          |                          |  |
|  | C.D. Bovedana           | 4                       | 0                       | 4                       |   |               |                          |                          |                          |                          |  |
|  | C.D. Bovedana           | 4                       | 0                       | 4                       |   |               |                          |                          |                          |                          |  |
|  | C.D. Atlético Mansillés | 2                       | 1                       | 3                       |   |               |                          |                          |                          |                          |  |
|  | C.D. Atlético Mansillés | 2                       | 1                       | 3                       |   | C.D. Bovedana | 5                        | 2                        | 7                        |                          |  |
|  |                         |                         |                         |                         |   | C.D. Bovedana | 5                        | 2                        | 7                        |                          |  |
|  |                         |                         | Atlético Candeleda      | 2                       | 1 | 3             |                          |                          |                          |                          |  |
|  | C.P. Salas              | 2                       | Atlético Candeleda      | 2                       | 1 | 3             | 0                        | 2                        |                          |                          |  |
|  | C.P. Salas              | 2                       |                         |                         |   |               | 0                        | 2                        |                          |                          |  |
|  | Atlético Candeleda      | 2                       | 4                       | 6                       |   |               | Final perdedores         | Final perdedores         | Final perdedores         | Final perdedores         |  |
|  | Atlético Candeleda      | 2                       | 4                       | 6                       |   |               | Final perdedores         | Final perdedores         | Final perdedores         | Final perdedores         |  |
|  |                         |                         |                         |                         |   |               |                          |                          |                          |                          |  |
|  |                         |                         |                         |                         |   |               | C.P. Salas               | 1                        | 3                        | 4                        |  |
|  |                         |                         |                         |                         |   |               | C.P. Salas               | 1                        | 3                        | 4                        |  |
|  |                         |                         |                         |                         |   |               | C.D. Atlético Mansillés  | 2                        | 4                        | 6                        |  |
|  |                         |                         |                         |                         |   |               | C.D. Atlético Mansillés  | 2                        | 4                        | 6                        |  |
|  |                         |                         |                         |                         |   |               |                          |                          |                          |                          |  |

### Octavos clasificados
|  | Semifinales                | Semifinales               | Semifinales               | Semifinales               |   |                     | Final vencedores           | Final vencedores         | Final vencedores         | Final vencedores         |  |
|  | 5-6 de junio/ 13 de junio  | 5-6 de junio/ 13 de junio | 5-6 de junio/ 13 de junio | 5-6 de junio/ 13 de junio |   |                     | 19 de junio/ 27 de junio   | 19 de junio/ 27 de junio | 19 de junio/ 27 de junio | 19 de junio/ 27 de junio |  |
|  |                            |                           |                           |                           |   |                     |                            |                          |                          |                          |  |
|  |                            |                           |                           |                           |   |                     |                            |                          |                          |                          |  |
|  | Racing Lermeño C.F.        | 4                         | 6                         | 10                        |   |                     |                            |                          |                          |                          |  |
|  | Racing Lermeño C.F.        | 4                         | 6                         | 10                        |   |                     |                            |                          |                          |                          |  |
|  | C.D. Monteresma La Atalaya | 0                         | 2                         | 2                         |   |                     |                            |                          |                          |                          |  |
|  | C.D. Monteresma La Atalaya | 0                         | 2                         | 2                         |   | Racing Lermeño C.F. | 3                          | 0                        | 3                        |                          |  |
|  |                            |                           |                           |                           |   | Racing Lermeño C.F. | 3                          | 0                        | 3                        |                          |  |
|  |                            |                           | S.D. Fabero               | 2                         | 3 | 5                   |                            |                          |                          |                          |  |
|  | C.D. Benavente             | 2                         | S.D. Fabero               | 2                         | 3 | 5                   | 2                          | 4                        |                          |                          |  |
|  | C.D. Benavente             | 2                         |                           |                           |   |                     | 2                          | 4                        |                          |                          |  |
|  | S.D. Fabero                | 3                         | 2                         | 5                         |   |                     | Final perdedores           | Final perdedores         | Final perdedores         | Final perdedores         |  |
|  | S.D. Fabero                | 3                         | 2                         | 5                         |   |                     | Final perdedores           | Final perdedores         | Final perdedores         | Final perdedores         |  |
|  |                            |                           |                           |                           |   |                     |                            |                          |                          |                          |  |
|  |                            |                           |                           |                           |   |                     | C.D. Benavente             | 3                        | 2                        | 5                        |  |
|  |                            |                           |                           |                           |   |                     | C.D. Benavente             | 3                        | 2                        | 5                        |  |
|  |                            |                           |                           |                           |   |                     | C.D. Monteresma La Atalaya | 4                        | 3                        | 7                        |  |
|  |                            |                           |                           |                           |   |                     | C.D. Monteresma La Atalaya | 4                        | 3                        | 7                        |  |
|  |                            |                           |                           |                           |   |                     |                            |                          |                          |                          |  |

### Novenos clasificados
|  | Semifinales             | Semifinales             | Semifinales             | Semifinales             |   |                        | Final vencedores         | Final vencedores         | Final vencedores         | Final vencedores         |  |
|  | 6 de junio/ 13 de junio | 6 de junio/ 13 de junio | 6 de junio/ 13 de junio | 6 de junio/ 13 de junio |   |                        | 20 de junio/ 27 de junio | 20 de junio/ 27 de junio | 20 de junio/ 27 de junio | 20 de junio/ 27 de junio |  |
|  |                         |                         |                         |                         |   |                        |                          |                          |                          |                          |  |
|  |                         |                         |                         |                         |   |                        |                          |                          |                          |                          |  |
|  | C.D.F. Carejas Paredes  | 2                       | 3                       | 5                       |   |                        |                          |                          |                          |                          |  |
|  | C.D.F. Carejas Paredes  | 2                       | 3                       | 5                       |   |                        |                          |                          |                          |                          |  |
|  | C.D. Bosco de Arévalo   | 1                       | 0                       | 1                       |   |                        |                          |                          |                          |                          |  |
|  | C.D. Bosco de Arévalo   | 1                       | 0                       | 1                       |   | C.D.F. Carejas Paredes | 1                        | 1                        | 2                        |                          |  |
|  |                         |                         |                         |                         |   | C.D.F. Carejas Paredes | 1                        | 1                        | 2                        |                          |  |
|  |                         |                         | C.D. Onzonilla          | 0                       | 1 | 1                      |                          |                          |                          |                          |  |
|  | C.D. Coreses            | 0                       | C.D. Onzonilla          | 0                       | 1 | 1                      | 1                        | 1                        |                          |                          |  |
|  | C.D. Coreses            | 0                       |                         |                         |   |                        | 1                        | 1                        |                          |                          |  |
|  | C.D. Onzonilla          | 6                       | 0                       | 6                       |   |                        | Final perdedores         | Final perdedores         | Final perdedores         | Final perdedores         |  |
|  | C.D. Onzonilla          | 6                       | 0                       | 6                       |   |                        | Final perdedores         | Final perdedores         | Final perdedores         | Final perdedores         |  |
|  |                         |                         |                         |                         |   |                        |                          |                          |                          |                          |  |
|  |                         |                         |                         |                         |   |                        | C.D. Coreses             | 3                        | 2                        | 5                        |  |
|  |                         |                         |                         |                         |   |                        | C.D. Coreses             | 3                        | 2                        | 5                        |  |
|  |                         |                         |                         |                         |   |                        | C.D. Bosco de Arévalo    | 3                        | 5                        | 8                        |  |
|  |                         |                         |                         |                         |   |                        | C.D. Bosco de Arévalo    | 3                        | 5                        | 8                        |  |
|  |                         |                         |                         |                         |   |                        |                          |                          |                          |                          |  |

### Décimos clasificados
|  | Semifinales                         | Semifinales                    | Semifinales                     | Semifinales                  |   |   | Final vencedores         | Final vencedores         | Final vencedores         | Final vencedores         |  |
|  | 5-6 de junio/ 12-13 de junio        | 5-6 de junio/ 12-13 de junio   | 5-6 de junio/ 12-13 de junio    | 5-6 de junio/ 12-13 de junio |   |   | 19 de junio/ 26 de junio | 19 de junio/ 26 de junio | 19 de junio/ 26 de junio | 19 de junio/ 26 de junio |  |
|  |                                     |                                |                                 |                              |   |   |                          |                          |                          |                          |  |
|  |                                     |                                |                                 |                              |   |   |                          |                          |                          |                          |  |
|  | C.D. Universidad de Valladolid(w/o) |                                |                                 |                              |   |   |                          |                          |                          |                          |  |
|  |                                     |                                |                                 |                              |   |   |                          |                          |                          |                          |  |
|  | (EXENTO)                            |                                |                                 |                              |   |   |                          |                          |                          |                          |  |
|  |                                     | C.D. Universidad de Valladolid | 1                               | 3                            | 4 |   |                          |                          |                          |                          |  |
|  |                                     |                                |                                 |                              | 4 |   |                          |                          |                          |                          |  |
|  |                                     |                                | C.D. Internacional Vista Alegre | 0                            | 0 | 0 |                          |                          |                          |                          |  |
|  | Abejar C.F.                         | 1                              | C.D. Internacional Vista Alegre | 0                            | 0 | 0 | 1                        | 2                        |                          |                          |  |
|  | Abejar C.F.                         | 1                              |                                 |                              |   |   | 1                        | 2                        |                          |                          |  |
|  | C.D. Internacional Vista Alegre     | 2                              | 2                               | 4                            |   |   |                          |                          |                          |                          |  |
|  | C.D. Internacional Vista Alegre     | 2                              | 2                               | 4                            |   |   |                          |                          |                          |                          |  |
|  |                                     |                                |                                 |                              |   |   |                          |                          |                          |                          |  |

### Clasificación zona de permanencia
| Pos. | Equipo                            |
| ---- | --------------------------------- |
| 13.º | Turégano C.F.                     |
| 14.º | Real Salamanca Monterrey C.F.     |
| 15.º | C.D. Villamuriel                  |
| 16.º | C.D. Mojados                      |
| 17.º | Betis C.F.                        |
| 18.º | C.D. Calasanz                     |
| 19.º | C.D. Palencia Cristo Atlético "B" |
| 20.º | C.D. Hergar Camelot Helmántica    |
| 21.º | La Cistérniga C.F.                |
| 22.º | C.D. Tardelcuende                 |
| 23.º | Béjar Industrial                  |
| 24.º | Villarcayo Nela C.F.              |
| 25.º | C.D. Bovedana                     |
| 26.º | Atlético Candeleda                |
| 27.º | C.D. Atlético Mansillés           |
| 28.º | C.P. Salas                        |
| 29.º | Racing Lermeño C.F.               |
| 30.º | S.D. Fabero                       |
| 31.º | C.D. Monteresma La Atalaya        |
| 32.º | C.D. Benavente                    |
| 33.º | C.D.F. Carejas Paredes            |
| 34.º | C.D. Onzonilla                    |
| 35.º | C.D. Bosco de Arévalo             |
| 36.º | C.D. Coreses                      |
| 37.º | C.D. Universidad de Valladolid    |
| 38.º | C.D. Internacional Vista Alegre   |
| 39.º | Abejar C.F.                       |
| 40.º | C.D. Navega                       |
| 41.º | C.D. San Esteban de Gormaz        |
| 42.º | C.D. San Agustín Valladolid       |

1. ↑  El C.D. Hergar Camelot Helmántica renunció a jugar en la Primera División Regional al término de la temporada, por lo que fue descendido a la Primera División Provincial.